# アレクサンドレ・ヘタグリ
アレクサンドレ・ヘタグリ（ალექსანდრე ხეთაგური、1976年8月5日 – ）は、ジョージアの政治家。エネルギー大臣（2007年8月–2012年8月）、財務大臣（2012年8月–2012年10月）を歴任。

## 生い立ち
1976年8月5日にジョージアのトビリシで誕生。1993年から1997年までジョージア技術大学で学び、数学、計算機システム、ネットワークの学士号を取得。その後、トビリシ・ビジネス・マーケティング研究員を修了し、会計学および会計監査の修士号を取得。
2000年にフロリダ州ゲインズビルにて公共施設・公共戦略に関する法規課程（世界銀行プログラムの一部）を履修。2001年に財政・予算に関する開発課程（アメリカ合衆国国際開発庁/教育開発アカデミープログラムの一部）を履修。2000年から2002年までジョージア技術大学でエネルギー管理学を研究。2度目の修士号を取得し、ラテン・オナーズを受賞した。

## 政治経歴
ヘタグリは1999年からジョージア国家エネルギー規制委員会に入り、経済部上級専門官（1999年–2000年）、経済部主任専門官（2000年–2002年）、情報管理収集部長（2002年–2004年）を務めた。続いてエネルギー大臣補佐官（2004年）、エネルギー第一副大臣（2005年）、ジョージア石油・ガス公社総裁（2006年–2007年）、エネルギー大臣（2007年–2012年）、財務大臣（2012年）を歴任。